# Корте Теђе (Ређо Емилија)
Корте Теђе је насеље у Италији у округу Ређо Емилија, региону Емилија-Ромања.
Према процени из 2011. у насељу је живело 172 становника. Насеље се налази на надморској висини од 46 м.